# Жизнь на Титане

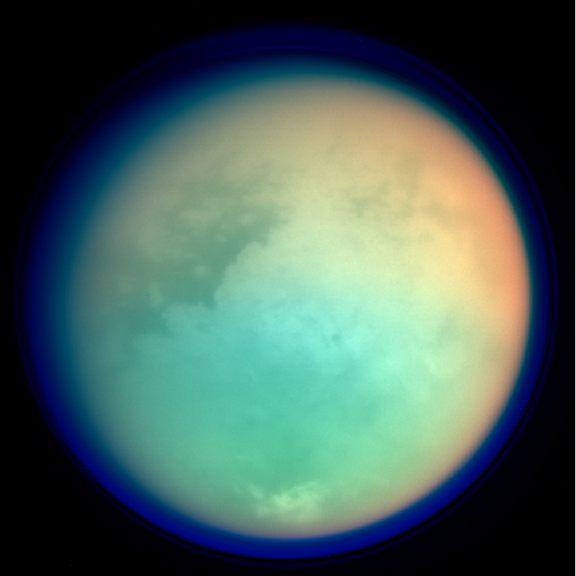
Мультиспектральное изображение Титана

Жизнь на Титане, крупнейшем спутнике Сатурна, в настоящее время остаётся открытым вопросом и темой для научных дискуссий и исследований.
Титан значительно холоднее, чем Земля, поэтому на его поверхности нет жидкой воды. Однако там есть озёра жидкого метана и этана, а также реки и целые моря из них, кроме того, эти газы могут выпадать в виде осадков, как дождь из воды на Земле. С высокой вероятностью Титан содержит также подповерхностный жидкий океан, состоящий из аммиака или воды.
Некоторые модели показывают, что Титан может поддерживать существование «инвертированных» полупроницаемых мембран на основе акрилонитрила в жидкой неполярной метан-этановой смеси на его поверхности. Однако в условиях, при которых метан-этановая смесь существует в жидком состоянии, все молекулы крупнее и полярнее акрилонитрила неизбежно кристаллизуются — ввиду гораздо большей силы связи между полярными молекулами (на этом принципе основано фракционирование углеводородов и спиртовое осаждение нуклеиновых кислот). В то же время, в данной среде наблюдаются сложные химические процессы избирательного обмена и накопления ряда веществ, что является предметом широких дискуссий в сообществе планетологов, в том числе и в NASA. Атмосфера Титана плотная, химически активная и богата органическими соединениями; эти факты подтолкнули учёных на дополнительные предположения о наличии жизни или предпосылок к жизни, особенно в верхних слоях атмосферы. Его атмосфера также содержит водород, а метан может сочетаться с некоторыми из органических соединений (например, с ацетиленом) для получения энергии и развития жизни.
В июне 2010 года учёные, по результатам анализа данных миссии Кассини-Гюйгенс, сообщили об аномалиях в атмосфере Титана, около его поверхности. На основании этого они выдвинули гипотезу о «дыхании» примитивных биологических организмов. Согласно этой гипотезе, организмы могли бы поглощать газообразный водород и питаться молекулами ацетилена, при этом в процессе их жизнедеятельности образовывался бы метан. В итоге на Титане наблюдалась бы нехватка ацетилена и снижение содержания водорода около поверхности. Однако прямых доказательств существования жизни на Титане пока нет.

## Температура поверхности
Из-за удалённости Титана от Солнца он намного холоднее, чем Земля. Температура его поверхности составляет около 94 К (−179 °C). При таких температурах водяной лёд не тает, не испаряется и не сублимирует, а всегда остаётся твёрдым.
Из-за сильного холода, а также из-за нехватки углекислого газа в атмосфере, учёные считают, что условия на Титане хуже для обитания жизни, чем на Земле до возникновения жизни. Вместе с тем, они не исключают жизнь в среде жидкого метана и этана и говорят о том, что открытие таких форм жизни (даже если и очень примитивных) говорило бы о распространённости жизни во Вселенной.

### Температура в прошлом
В 1970-х годах астрономы обнаружили неожиданно высокие уровни инфракрасных выбросов от Титана. Одним из возможных объяснений этого было то, что поверхность Титана была теплее, чем ожидалось, из-за парникового эффекта. Некоторые оценки температуры поверхности даже приближаются к температуре в прохладных регионах Земли. Существовало, однако, ещё одно возможное объяснение для инфракрасного излучения: на поверхности было очень холодно, но верхняя атмосфера нагревалась за счёт поглощения ультрафиолетового света молекулами этана, этилена и ацетилена.

## Отсутствие воды на поверхности спутника в жидком состоянии
Видимое отсутствие жидкой воды на поверхности Титана было процитировано NASA как аргумент против жизни на спутнике. По словам агентства, вода имеет важное значение не только как «растворитель для жизни, которую мы знаем», но и потому, что это «однозначно подходит для содействия самоорганизации органических веществ».

## Формирование сложных молекул
Хотя Кассини-Гюйгенс и не был оборудован для того, чтобы представлять доказательства существования сложных органических веществ, он показал среду на Титане похожей во многом на ту, что была на начальных этапах существования Земли. Учёные полагают, что атмосфера ранней Земли была похожа по составу на нынешнюю атмосферу на Титане, с важным исключением: отсутствием паров воды на Титане.
Были разработаны многие гипотезы, которые пытаются преодолеть переход от химической к биологической эволюции. Эксперимент Миллера-Юри и несколько последующих экспериментов показали, что в верхней части атмосферы Титана под постоянным действием ионизирующего коротковолнового излучения идет непрерывный процесс образования сложных молекул и полимерных веществ. Именно эти вещества, образующие смесь углеводородов с общим названием толины, образуют оранжевый смог, полностью скрывающий поверхность спутника в видимом диапазоне спектра. Реакции начинаются с диссоциации азота, метана и сопровождаются образованием синильной кислоты, ацетилена и более сложных углеводородов. Продукты этих реакций в условиях холодной атмосферы, как правило, имеют твердую фазу агрегатного состояния и в виде пыли оседают на поверхность. Возможность дальнейших реакций — вплоть до образования аминокислот — также была изучена, а так как низкие температуры на поверхности ограничивают скорость химических реакций, также были получены оценки времени, необходимого для получения пребиотических соединений с учётом того, что в местах падений крупных астероидов и в криовулканических районах возможно наличие областей с жидкой водой около поверхности.
В октябре 2010 года учёные из университета Аризоны провели эксперимент, подобный Эксперименту Миллера — Юри, но с атмосферой, подобной атмосфере Титана (с содержанием метана, азота и угарного газа) в ходе эксперимента было обнаружено пять нуклеотидных (азотистых) оснований (аденин (A), гуанин (G), цитозин (C), тимин (T) и урацил (U)) — строительных блоков ДНК и РНК (также были найдены аминокислоты: глицин и аланин) — в данном случае было показано, что нуклеотидные основания и аминокислоты могут образовываться без присутствия жидкой воды в качестве растворителя.
В ноябре 2020 года в атмосфере Титана ученые обнаружили следы циклопропенилидина – простого соединения на основе углерода. Раньше его находили только в газопылевых облаках в межзвездной среде, так как в других условиях он быстро вступает в химические реакции с другими соединениями. Подобное вещество образует основу молекул ДНК и РНК – «строительных блоков» жизни. Планетологи не исключают вероятность того, что на основе этого вещества могут зародиться крайне экзотические формы жизни, способные, например, переносить крайне сильный холод −200 °C, которое не может вынести ни одно живое создание на Земле.

## Возможность обитания под поверхностью
Моделирование привело к предположению, что на Титане существует достаточно органических веществ для начала химической эволюции, подобной той, которая, как предполагается, произошла на Земле. Хотя аналогия предполагает наличие жидкой воды на более длительные сроки, чем наблюдаемые в настоящее время, всё же несколько теорий предполагают, что жидкая вода из последствий может быть сохранена в мёрзлом слое изоляции. Теплообмен между внутренними и верхними слоями будет иметь решающее значение для сохранения какой-либо группы жизни. Обнаружение микробной жизни на Титане во многом будет зависеть от этих биогенных факторов.
Кроме того, было отмечено, что жидкие океаны аммиака или даже воды могут существовать глубоко ниже поверхности. Мощное приливное действие Сатурна может привести к разогреву ядра и поддержанию достаточно высокой температуры для существования жидкой воды.
Сравнение снимков «Кассини» за 2005 и 2007 годы показало, что детали ландшафта сместились примерно на 30 км. Поскольку Титан всегда повёрнут к Сатурну одной стороной, такой сдвиг может объясняться тем, что ледяная кора отделена от основной массы спутника глобальной жидкой прослойкой.
Предполагается, что в воде содержится значительное количество аммиака (около 10 %), который действует на воду как антифриз, понижая температуру её замерзания. В сочетании с высоким давлением, оказываемым корой спутника, это может являться дополнительным условием существования подповерхностного океана.
Согласно данным, обнародованным в конце июня 2012 года и собранным ранее космическим аппаратом «Кассини», под поверхностью Титана (на глубине около 100 км) действительно должен находиться океан, состоящий из воды с возможным содержанием небольшого количества солей. В результатах нового исследования, опубликованных в 2014 году и основанных на гравитационной карте спутника, построенной на основании данных, собранных «Кассини», учёные высказали предположение, что жидкость в океане спутника Сатурна отличается повышенной плотностью и экстремальной солёностью. Скорее всего, она представляет собой рассол, в состав которого входят соли, содержащие натрий, калий и серу. Кроме того, в разных районах спутника глубина океана варьируется — в одних местах вода промерзает, изнутри наращивая ледяную корку, покрывающую океан, и слой жидкости в этих местах практически не сообщается с поверхностью Титана. Сильная солёность подповерхностного океана делает практически невозможным существование в нём жизни.

## Обитание в жидких озёрах

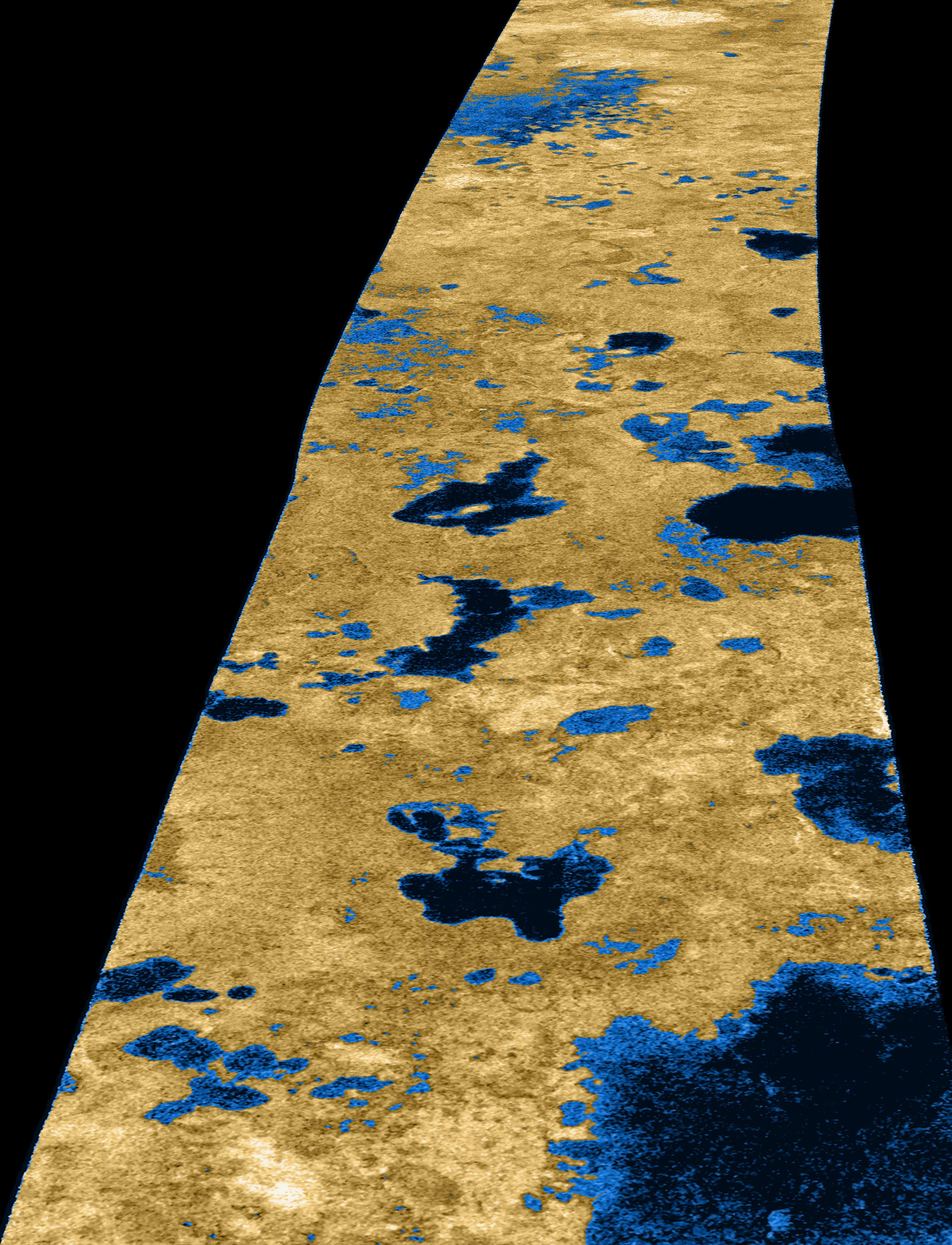
Углеводородные озёра на Титане: радиолокационное изображение с Кассини, 2006 год

Кроме того, было высказано предположение, что жизнь может существовать в жидких метане и этане на поверхности Титана, которые имеют форму рек и озёр, так же, как организмы на Земле живут в воде. Такие существа использовали бы H2 вместо O2, реагировали с ацетиленом вместо глюкозы и производили бы метан, а не углекислый газ.

### Растворители
Существует дискуссия об эффективности метана в качестве растворителя для жизни в сравнении с водой: вода является более мощным растворителем, чем метан, что позволяет ей легче переносить вещество в клетку, но меньшая химическая реактивность метана позволяет ему легче образовывать крупные структуры, например белки и им подобные.
Другое предположение состоит в том, что организмы, живущие в среде жидкого метана или этана, могут использовать различные соединения в качестве растворителя. Например, фосфин (PH3) и простые соединения фосфора и водорода. Как вода и аммиак, фосфин имеет полярность, но он существует в виде жидкости при более низких температурах, чем аммиак или вода. В жидком этане фосфин имеет форму отдельных капель, а это означает, что ячейкоподобные структуры могли бы существовать без клеточных мембран.

### Результаты исследований
Ещё в 2005 году астробиолог Крис Маккей предсказал, что если метаногенная жизнь потребляет атмосферный водород в достаточном объёме, то она будет иметь заметное влияние на отношение смеси в тропосфере Титана. Позже об этом в июне 2010 года сообщил Даррелл Штробель из Университета Джонса Хопкинса, который отметил переизбыток молекулярного водорода в верхних слоях атмосферы, что приводит к нисходящим потокам на скорости примерно 1025 молекул в секунду. Рядом с поверхностью водород, по-видимому, исчезает из-за его потребления метаногенными формами жизни. В том же месяце в другой статье было упомянуто, что у поверхности Титана не имеется ацетилена, что согласуется с гипотезой, что ацетилен, как и водород, тоже потребляется метаногенами. Крис Маккей, согласившись с тем, что наличие жизни является возможным объяснением выводов об отсутствии водорода и ацетилена у поверхности, предупредил, что, возможно, есть и другие объяснения этому феномену, а именно: например, возможность того, что результаты были неверны из-за человеческой ошибки или наличия некоторых минеральных катализаторов.

## Панспермия
Были предложены и альтернативные объяснения для гипотетического существования жизни на Титане: если жизнь и существует на Титане, то было бы статистически вероятно, что произошла она от Земли или от другой планеты и появилась независимо в ходе процесса, известного как панспермия. Было предположено, что астероиды и кометы могли занести туда жизнь. Но с другой стороны, любому живому существу, попавшему в криогенные углеводородные озёра Титана, необходимо было бы приспособиться к столь сложным условиям жизни, что является весьма маловероятным.

## Винилацианид
В конце июня 2021 года подтвердилась информация о том, что на Титане присутствует винилацианид. Он служит аналогом земных фосфолипидов, формирующих частично проницаемые клеточные мембраны, без которых известная жизнь была бы невозможна. Винилацианид обнаружил зонд Кассини несколько лет назад, но для подтверждения данных потребовалось время. Это значит, что в метановых реках и озерах Титана может зарождаться одноклеточная жизнь, из которой возможна уже более сложная жизнь.